# Анаушка ван Ексел
Анаушка ван Ексел (нід. Anousjka van Exel; нар. 5 жовтня 1974) — колишня нідерландська тенісистка.
Найвищу одиночну позицію світового рейтингу — 203 місце досягла 7 квітня 2003, парну — 100 місце — 13 травня 2002 року.
Здобула 3 одиночні та 8 парних титулів туру ITF.

## Фінали ITF

### Одиночний розряд (3–6)
| Легенда          |
| ---------------- |
| турніри $100,000 |
| турніри $75,000  |
| турніри $50,000  |
| турніри $25,000  |
| турніри $10,000  |

| Результат | Ранг | Дата              | Турнір                                  | Покриття | Суперниця            | Рахунок             |
| --------- | ---- | ----------------- | --------------------------------------- | -------- | -------------------- | ------------------- |
| Перемога  | 1.   | 18 червня 2000    | Горн (Нідерланди), Нідерланди           | Ґрунт    | Мелінда Цінк         | 7–5, 7–6(9–7)       |
| Поразка   | 1.   | 9 липня 2000      | Амерсфорт, Нідерланди                   | Ґрунт    | Зузана Гейдова       | w/o                 |
| Перемога  | 2.   | 23 липня 2000     | Брюссельський столичний регіон, Бельгія | Ґрунт    | Магдалена Зденовкова | 6–4, 6–0            |
| Перемога  | 3.   | 20 серпня 2000    | Коксейде, Бельгія                       | Ґрунт    | Марія Вольфбрандт    | 6–3, 6–4            |
| Поразка   | 2.   | 18 березня 2001   | Монтеррей, Мексика                      | Ґрунт    | Петра Рюсеґґер       | 0–6, 3–6            |
| Поразка   | 3.   | 24 червня 2001    | Ленцергайде, Швейцарія                  | Ґрунт    | Селін Бейгбедер      | 3–6, 0–6            |
| Поразка   | 4.   | 22 липня 2001     | Вальядолід, Іспанія                     | Тверде   | Франческа Любіані    | 6–7(8–10), 6–2, 4–6 |
| Поразка   | 5.   | 2 листопада 2003  | Далбі, Австралія                        | Тверде   | Кейсі Деллаква       | 3–6, 6–2, 5–7       |
| Поразка   | 6.   | 16 листопада 2003 | Порт-Пірі, Австралія                    | Тверде   | Труді Мусгрейв       | 4–6, 0–6            |

### Парний розряд (8–4)
| Результат | Ранг | Дата             | Турнір                        | Покриття   | Партнерка         | Суперниці                          | Рахунок            |
| --------- | ---- | ---------------- | ----------------------------- | ---------- | ----------------- | ---------------------------------- | ------------------ |
| Перемога  | 1.   | 14 січня 2001    | Таллахассі, США               | Тверде     | Марієль Гоґланд   | Романа Теджакусума Джйотсна Васішт | 7–6(7–5), 6–2      |
| Перемога  | 2.   | 18 березня 2001  | Монтеррей, Мексика            | Ґрунт      | Елізабет Шмідт    | Б'янка Кампер Ізабелла Міттерленер | 0–6, 6–2, 6–4      |
| Перемога  | 3.   | 30 червня 2001   | Мон-де-Марсан, Франція        | Ґрунт      | Зузана Валекова   | Рената Кучерова Гана Шромова       | 6–1, 6–1           |
| Перемога  | 4.   | 29 липня 2001    | Ле-Контамін-Монжуа, Франція   | Тверде     | Кірстін Фрає      | Каролін Денін Рошелл Розенфілд     | 6–3, 6–2           |
| Поразка   | 1.   | 26 січня 2003    | Фуллертон (Каліфорнія), США   | Тверде     | Елізабет Шмідт    | Бетані Маттек-Сендс Шенай Перрі    | 3–6, 2–6           |
| Поразка   | 2.   | 2 листопада 2003 | Делбі, Австралія              | Тверде     | Елізабет Шмідт    | Кейсі Деллаква Еві Домінікович     | 7–6(8–6), 2–6, 1–6 |
| Поразка   | 3.   | 9 травня 2004    | Ролі (Північна Кароліна), США | Ґрунт      | Марі-Ев Пеллетьє  | Енслі Карґілл Крістіна Вілер       | 4–6, 4–6           |
| Перемога  | 5.   | 4 липня 2004     | Штутгарт, Німеччина           | Ґрунт      | Ванесса Генке     | Марія Коритцева Дарія Юрак         | 6–4, 7–5           |
| Поразка   | 4.   | 26 вересня 2004  | Джерсі, Велика Британія       | Тверде (i) | Іпек Шенолу       | Емма Лайне Катрін Верле-Шеллер     | 6–1, 1–6, 1–6      |
| Перемога  | 6.   | 3 жовтня 2004    | Порту, Португалія             | Ґрунт      | Юлія Бейгельзимер | Сара Еррані Жуана Пангаю Перейра   | 7–5, 6–0           |
| Перемога  | 7.   | 29 січня 2005    | Бельфор, Франція              | Тверде (i) | Мішелль Герардс   | Даніела Клеменшиц Сандра Клеменшиц | 6–1, 4–2 ret.      |
| Перемога  | 8.   | 20 лютого 2005   | Бромма (район), Швеція        | Тверде (i) | Мішелль Герардс   | Рьоко Фуда Фудзівара Ріка          | w/o                |

#### Фінал, що не відбувся
| Результат | Ранг | Дата         | Турнір                | Покриття | Партнерка       | Суперниці                     | Рахунок |
| --------- | ---- | ------------ | --------------------- | -------- | --------------- | ----------------------------- | ------- |
| NP        | Н/Д  | 3 липня 2000 | Амерсфорт, Нідерланди | Ґрунт    | Марієль Гоґланд | Дьяна Гергі Зузана Лешенарова | NP      |